# Camille Soula
Pour les articles homonymes, voir Soula.
Camille Soula, né le 6 mai 1888 à Foix et mort le 3 avril 1963 dans le 13e arrondissement de Paris est un médecin et physiologiste français. Il fut également membre de la résistance ariégeoise, poète occitan, artiste et humaniste.

## Biographie
Louis Camille Soula naît de Louis Théodote Soula et de Louise Abribat, sixième d'une famille de sept enfants. 

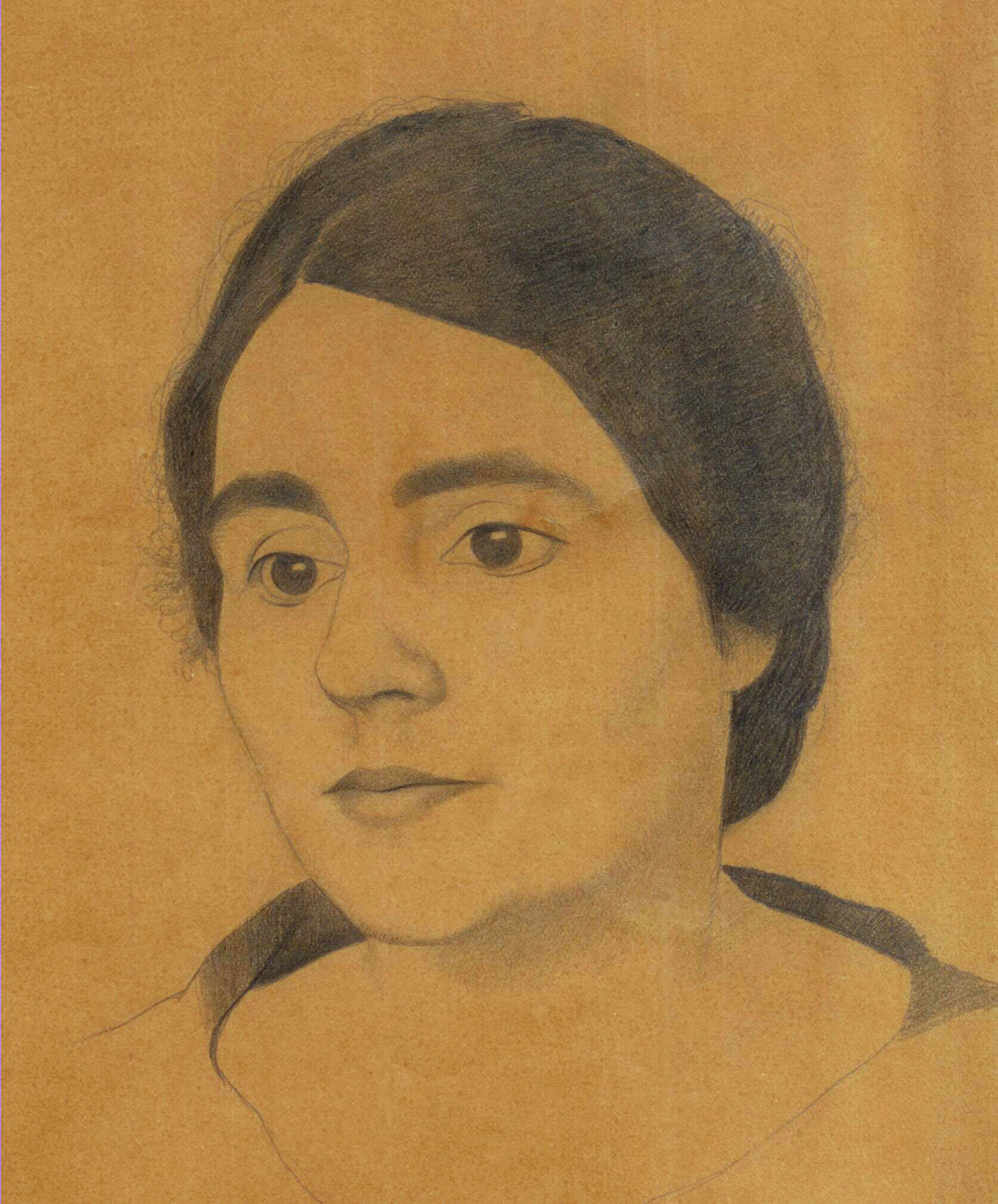
Jenny Sartre par Marc Saint-Saëns.

Ses ancêtres furent maires de Montégut-Plantaurel en Ariège de père en fils et de frère à frère aux XVIIIe et XIXe siècles. Guillaume Soula, son grand-père, dit « le curé », inspecteur d'Académie, maire de Monesple pendant quarante ans, installa la Troisième République à Pailhès le 7 septembre 1870, après avoir décapité la statue de Napoléon III à Artix d'un coup de sabre. Il épousa Françoise Grilh, leur fils Louis Théodote, père de Camille, était musicien, enseignant à l'école d'agriculture, puis directeur de l'hôpital de Foix. C'était aussi un ami et un soutien de Théophile Delcassé, Ariégeois de Pamiers. Il épousa Louise Abribat (1852-1921), originaire de Montesquieu-Volvestre.
Mobilisé en août 1914 comme médecin-auxiliaire au 57e puis 90e régiment d'artillerie, il est blessé à deux reprises et cité à l'ordre du 2e corps d'armée.
Camille Soula épouse Antoinette Rives puis Jenny Sartre (1894-1961). Sa fille Paule Soula (1925-1977) épouse Jean Ecoiffier.
Démissionnaire d'office en 1942, Camille Soula entre en résistance avec Jean Cassou et Joseph Ducuing, puis Silvio Trentin, fonde le groupe "Libérer et Fédérer". Il est arrêté par la Gestapo le 2 février 1943, et emprisonné pendant quatre mois. Il se réfugie ensuite à Rieumes chez son neveu Robert Roger (1900-1988).
Il fait partie un temps du Comité de Libération de Toulouse sous la bannière de Pierre Bertaux. Avec Jacques Ruffié ils utilisaient les identités de malades de l'hôpital psychiatrique au profit des aviateurs anglais. Camille Soula abrita, cacha et aida de nombreux juifs à passer en Espagne puis au Portugal à destination des États-Unis. Il cachait pour les protéger les œuvres de ses amis comme Hermann Fishgold, Jacques Lipchitz, Pinchus Kremegne. Michel Kikoïne, ou d'autres comme Henri Epstein qui ne revint jamais de Dachau.
Il accueille également de nombreux scientifiques espagnols exilés : Jesús Bellido, Juan Négrin, Jordi Folch Pi, Augusto Pi-Suner, Diego Diaz… Le 17 de la rue Monplaisir à Toulouse apporta plus qu'un réconfort pour les réfugiés et exilés de la guerre d'Espagne.
Camille Soula meurt le 3 avril 1963 dans le 13e arrondissement de Paris, et inhumé à Leucate en présence de Vincent Auriol.

## Physiologie
Formé à Hampstead, dans le laboratoire de sir Henry Dale, les travaux de Camille Soula à la faculté de médecine de Toulouse concernent notamment la fonction cholestérogénique, la régulation glycémique, les transmetteurs chimiques.

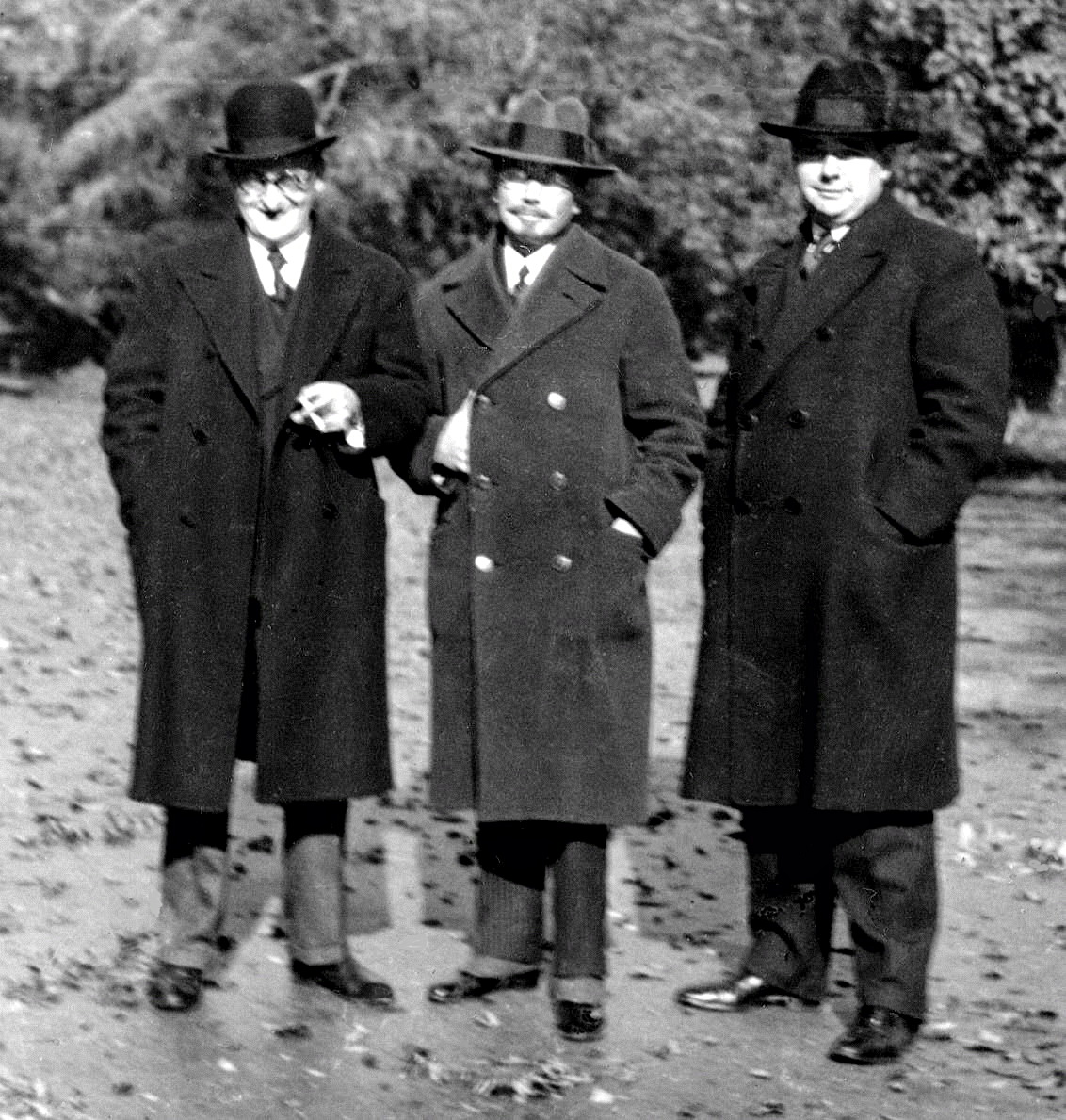
Camille Soula, Ivan Pavlov et Louis Bugnard.

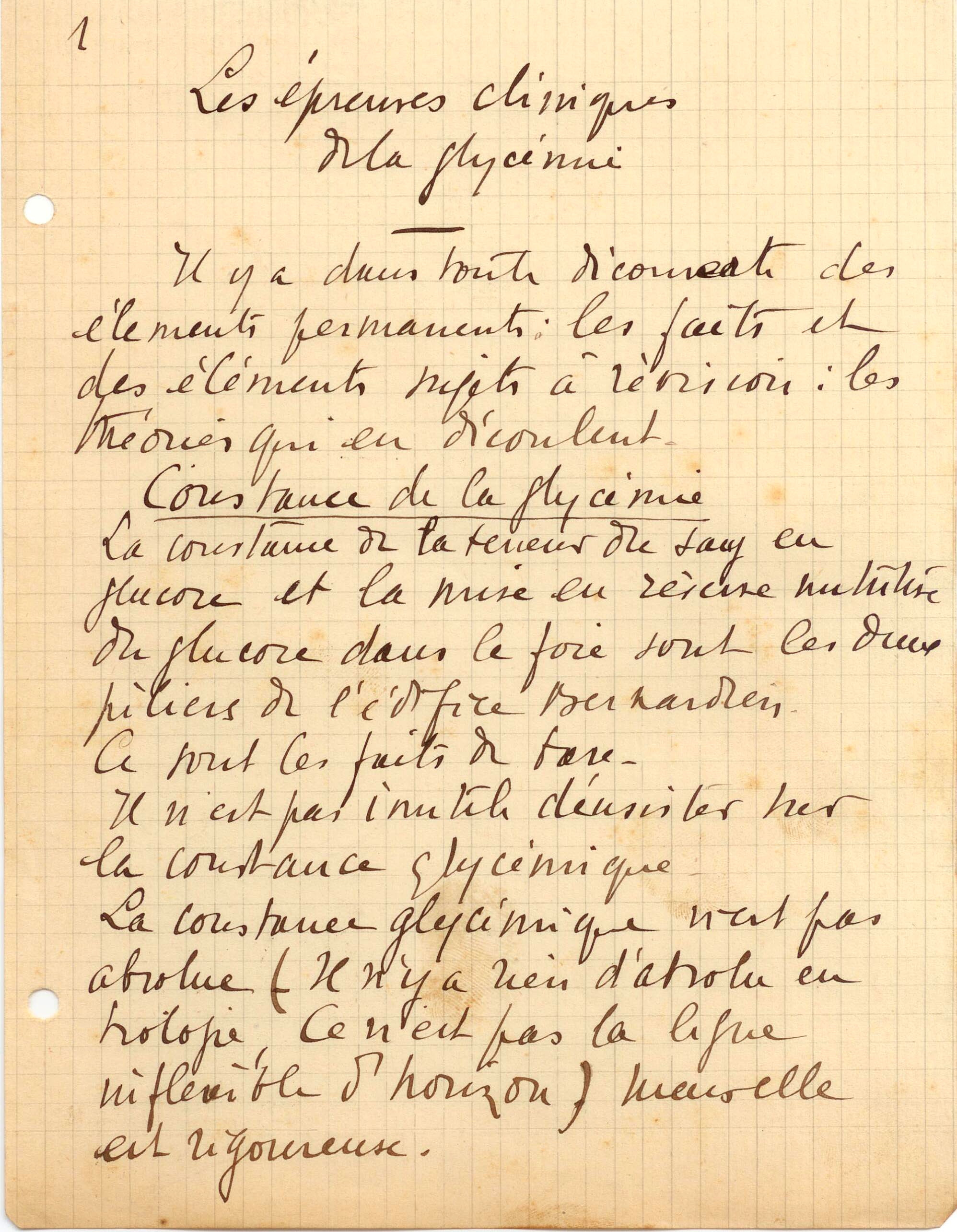
Publication manuscrite de Camille Soula.

En 1912, il présente une thèse dirigée par Jacques-Émile Abelous, sur les relations entre l'activité fonctionnelle des centres nerveux, et la protéolyse des centres nerveux. Il est nommé cette même année chef de travaux de physiologie. En 1920, il est agrégé de médecine et nommé dans le service de physiologie d'Abelous, y collabore jusqu'en 1934. Nommé en 1935 titulaire de la chaire de Physiologie, devenant auteur de près de 250 articles ou écrits ou communications, dont, en 1944, le Précis de Physiologie. Il fonde l'Institut régional d'éducation physique et sportive en 1939 et à l'origine de l'enseignement de la physiologie aux professeurs d'éducation physique et sportive. Il fut aussi à l'origine de la première chaire de pharmacodynamie et nommé directeur du Centre d'études scientifiques de l'homme (Paris).
Il eut comme élèves ou collaborateurs Paul Montastruc,, Jean Scherrer (de 1958 à 1965), Alain Wisner, Joseph Ducuing, J.J. Rouzaud, L. Bouisset, Antoine Baïsset, Yves Laporte… et fut proche de grands physiologistes comme Ivan Pavlov, Victor Pachon, Charles Sherrington, Hill
Fondateur du Laboratoire de physiologie du travail[Quand ?], rue Gay-Lussac à Paris, dépendant du Conservatoire national des arts et métiers (CNAM) et du Centre national de la recherche scientifique (CNRS) Il y dirige les travaux de S. Bouisset, Jean Darroquy (1925-1955), Hugues Monod, aidé par Cécile (Lilette) Balança, L. Blum, D. Delamare, J. Étienne, Jacqueline Gomiz, R. Monier, Francine Huard, Yvette Lacour, L. Laurn, R. Monier, D. Rohr, Madeleine Saint-Saens, P. Vassal.

## Humaniste, franc-maçon, régionaliste et peintre
Camille Soula fonde avec Ismaël Girard Déodat de Séverac et Antonin Perbosc la Ligue de la Patrie Méridionale, Fédération des pays d'Oc à laquelle participent Joseph d'Arbaud, Jean Bonnafous, J. Fontbernat, Philadelphe de Gerde, Jeanne Marvig, Frédéric Mistral, le neveu homonyme et moins connu, Bernard de Montaut-Manse, Simin Palay, Paul Rolland, Émile Sicard… 
Également, il fonde l'Institut d'études occitanes, en 1945 avec Ismaël Girard, René Nelli, Max Rouquette, Jean Cassou, Robert Lafont, Félix Castan et Tristan Tzara.
Il fut un des animateurs de l'École de Paris, et aussi de Toulouse et ami de Pablo Picasso, Fujita, Marcel Lenoir, Marc Saint-Saëns, François Desnoyer, André Gide, Jacques Lipchitz, Déodat de Séverac, Antonin Perbosc qu'il avait connus en garnison à Montauban et Pau Casals.
Camille Soula aimait aussi se retirer pour peindre des aquarelles sur son ordonnancier.

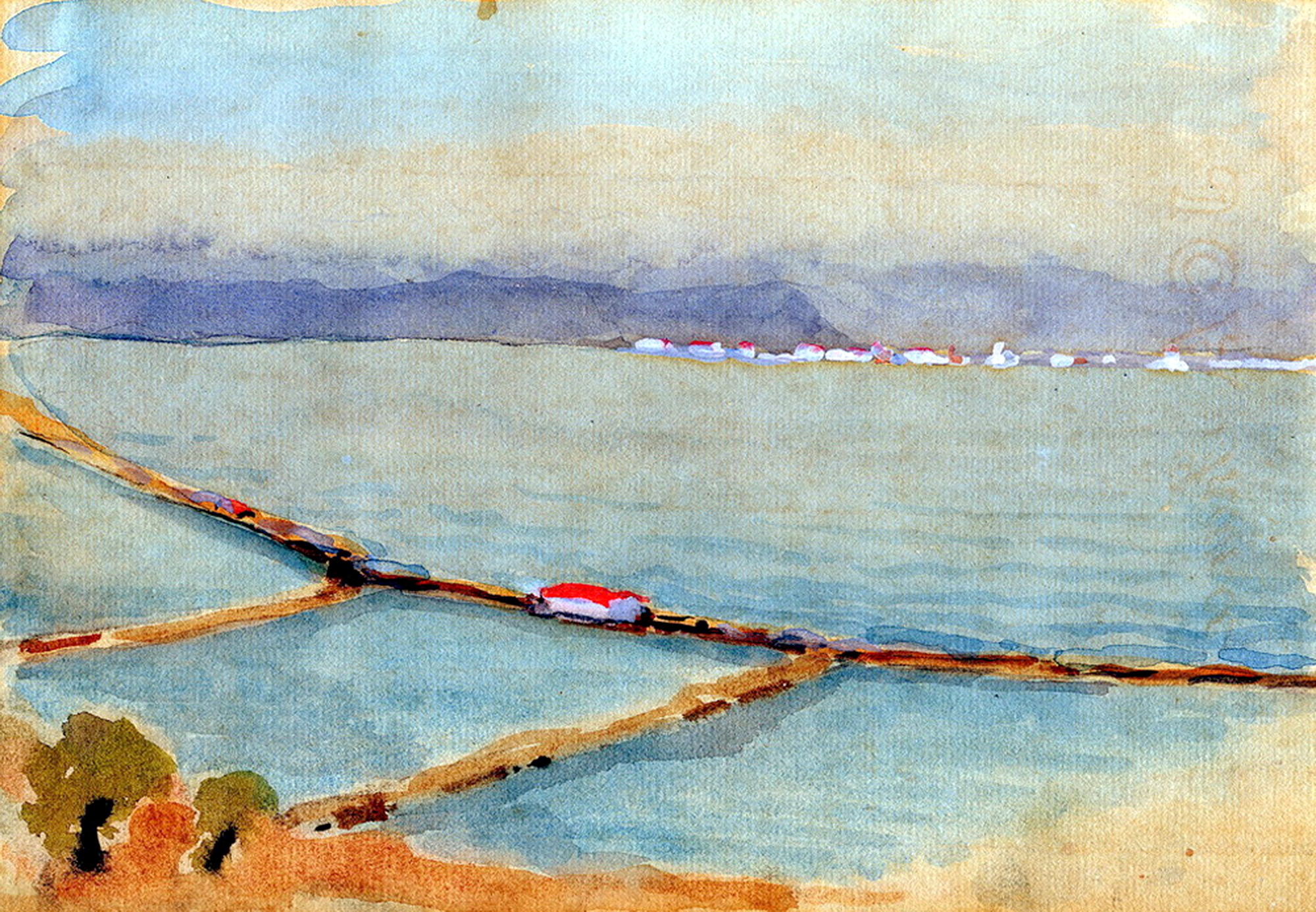
Aquarelle de Camille Soula : les salins de Port-la-Nouvelle.
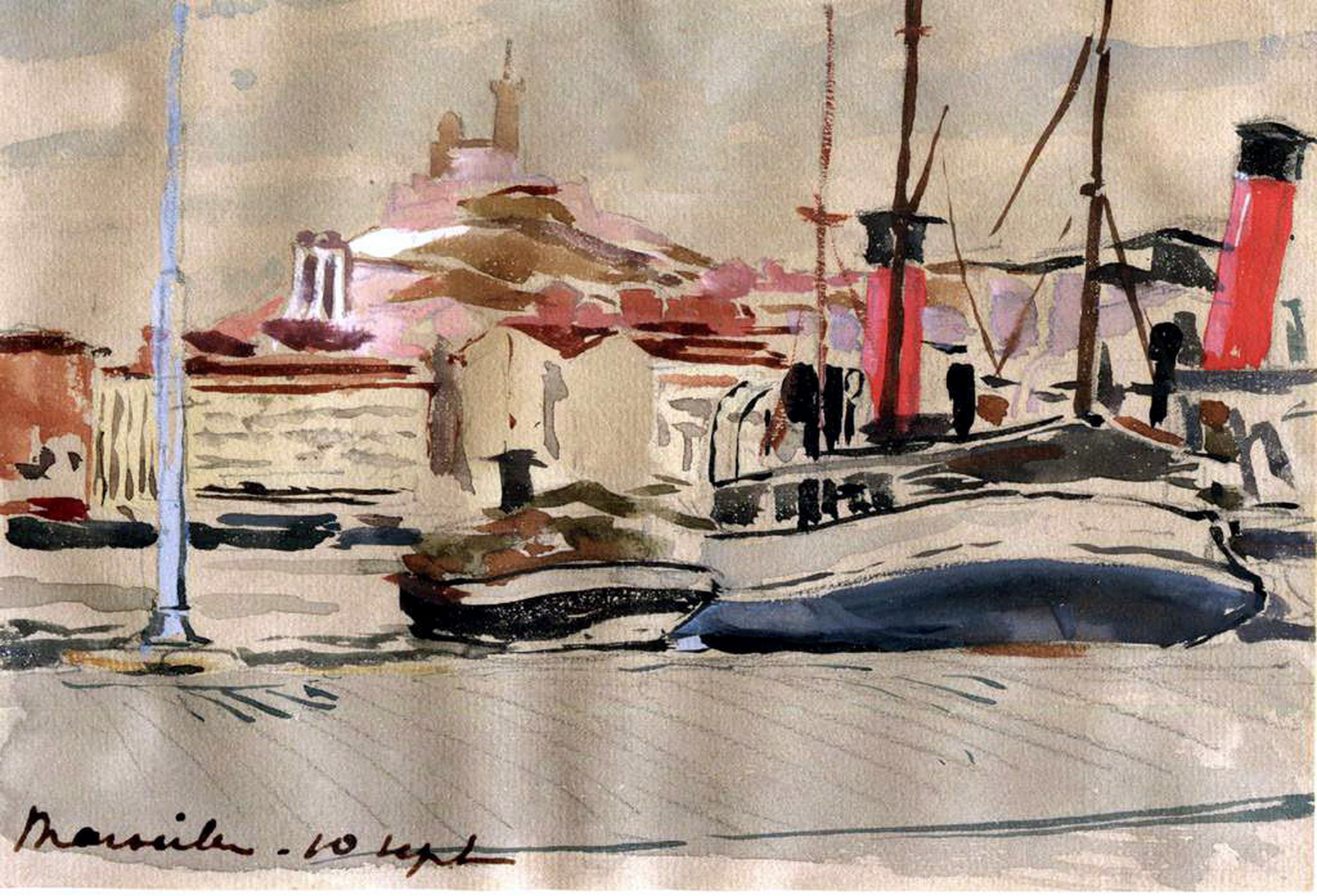
Aquarelle de Camille Soula : le port de Marseille, 1933 ?.
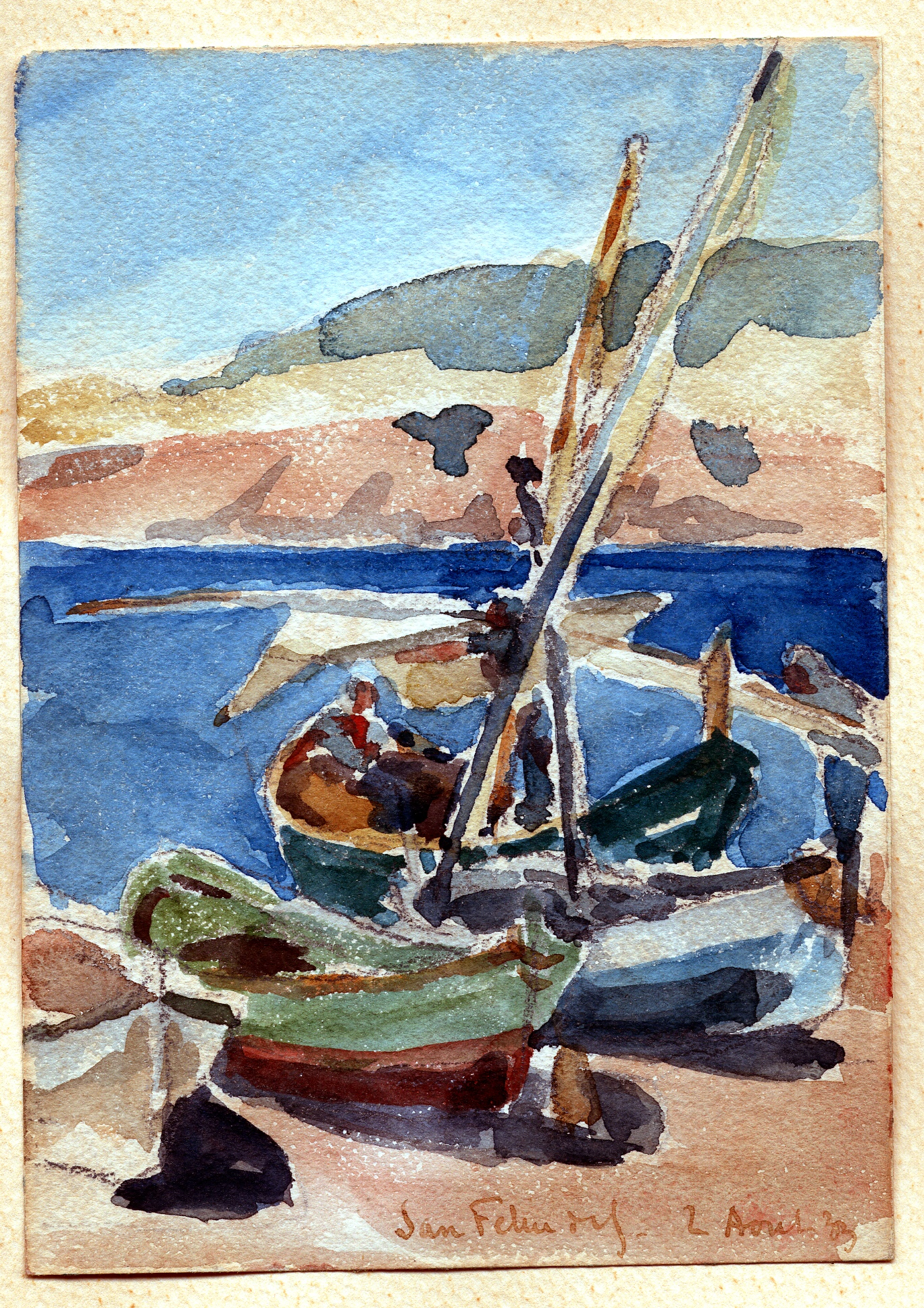
Aquarelle de Camille Soula : Plage de San Felíu de Guixols, 1933
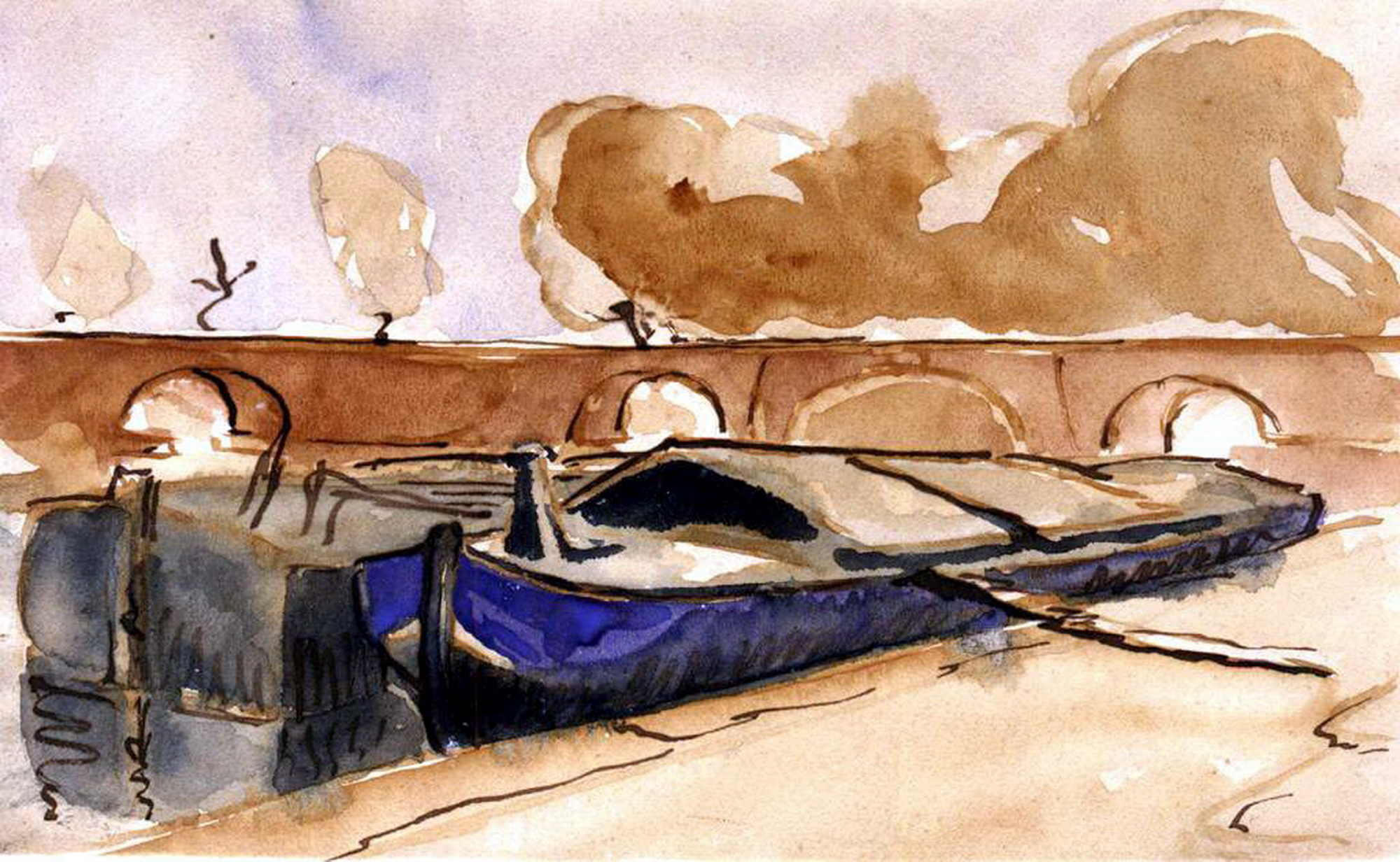
Aquarelle de Camillez Soula : Péniches sur le canal du Midi à Toulouse.
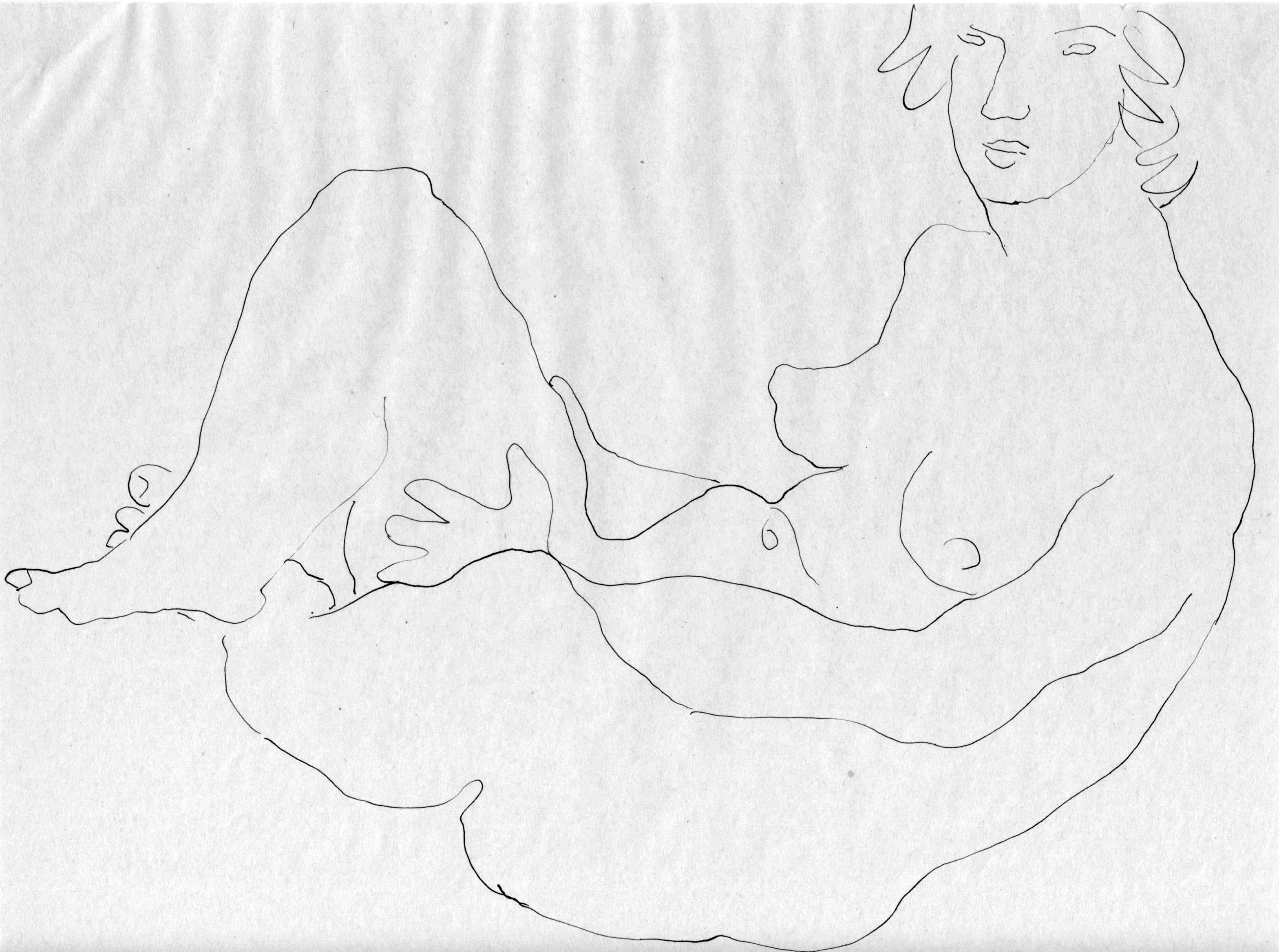
Dessin de Camille Soula « à la manière » de Picasso.

## Vie politique
Camille Soula prit sur lui avec son gendre Jean Ecoiffier d'aller libérer manu militari André Marty (mutin de la mer Noire) en résidence surveillée par le PCF à La Garenne-Colombes et en attente d'élimination[Quand ?][réf. nécessaire].
Écouté par de nombreux politiques pendant la période du Front populaire, il soutint activement Léon Blum, candidat à la députation dans l'Aude et fut membre du Conseil économique et social représentant les travailleurs intellectuels au sein du groupe de la pensée française de 1951 à 1959.
Auteur de rapports sur la recherche scientifique et technique en France (1953), les méthodes d'analyse et de mesure du travail pratiquées en France (1954), le rôle des allocations d'études dans l'enseignement (1955) et les aspects économiques et sociaux de la réforme de l'enseignement (1956).

## Décorations
- Commandeur de la Légion d'honneur à titre civil (décret du 15 décembre 1953) ; officier à titre militaire du 1er octobre 1945, chevalier à titre militaire du 30 juin 1938[18]
- Croix de guerre 1914-1918, étoile de vermeil (une citation à l'ordre du corps d'armée le 25 mai 1916)[18]
- Croix de guerre 1939-1945[18]
- Médaille de la Résistance française avec rosette (décret du 24 avril 1946)[19]
- Officier de l'Instruction publique[18]
- Commandeur de l'ordre du Mérite agricole[18]
- Insigne des blessés militaires (deux blessures de guerre en 1914 et en 1916)[18]

## Hommage
À Toulouse, le complexe sportif de l'île du Ramier est bordé par une allée à son nom depuis le pont Pierre-de-Coubertin.

## Galerie

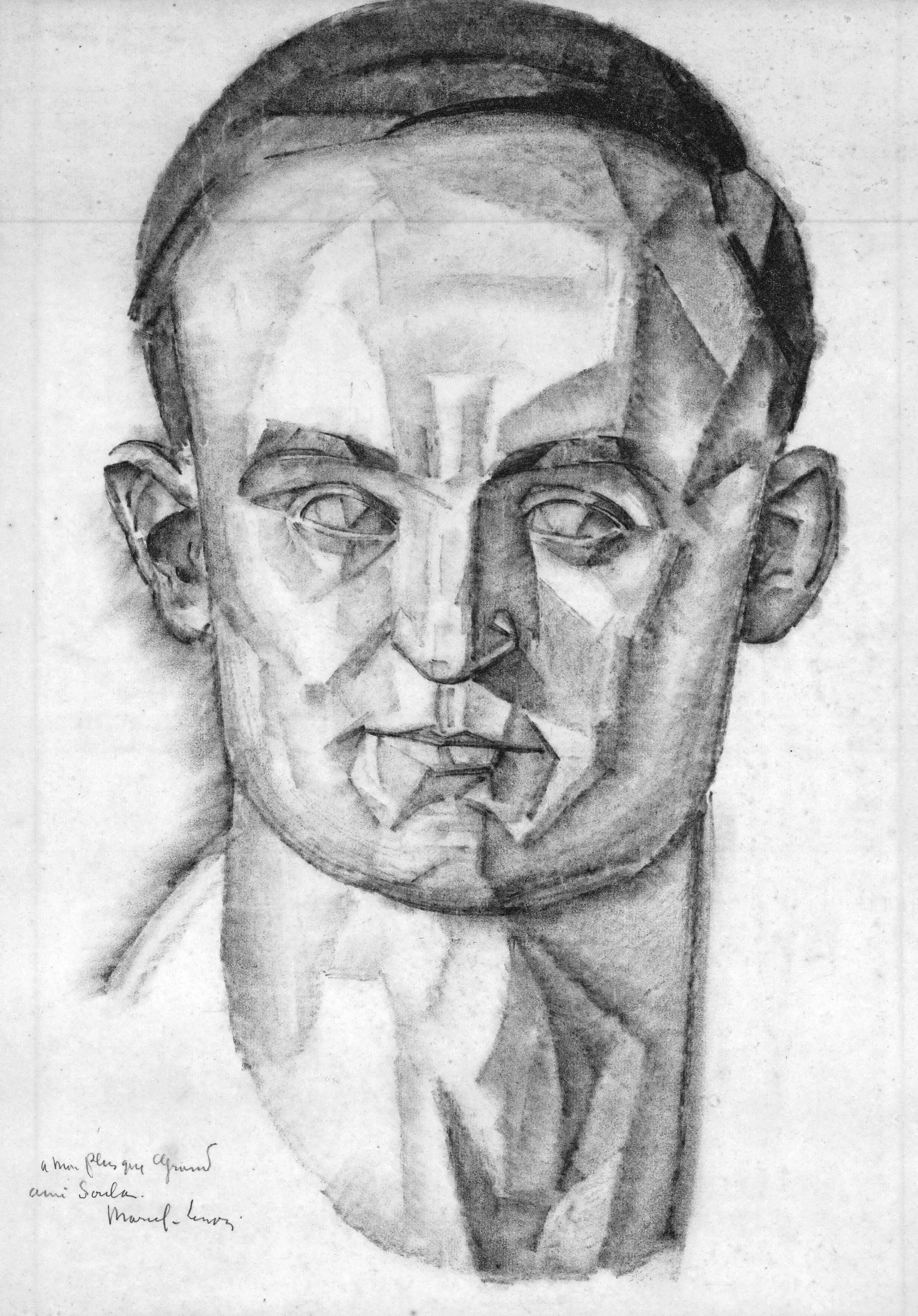
Camille Soula par Marcel Lenoir.
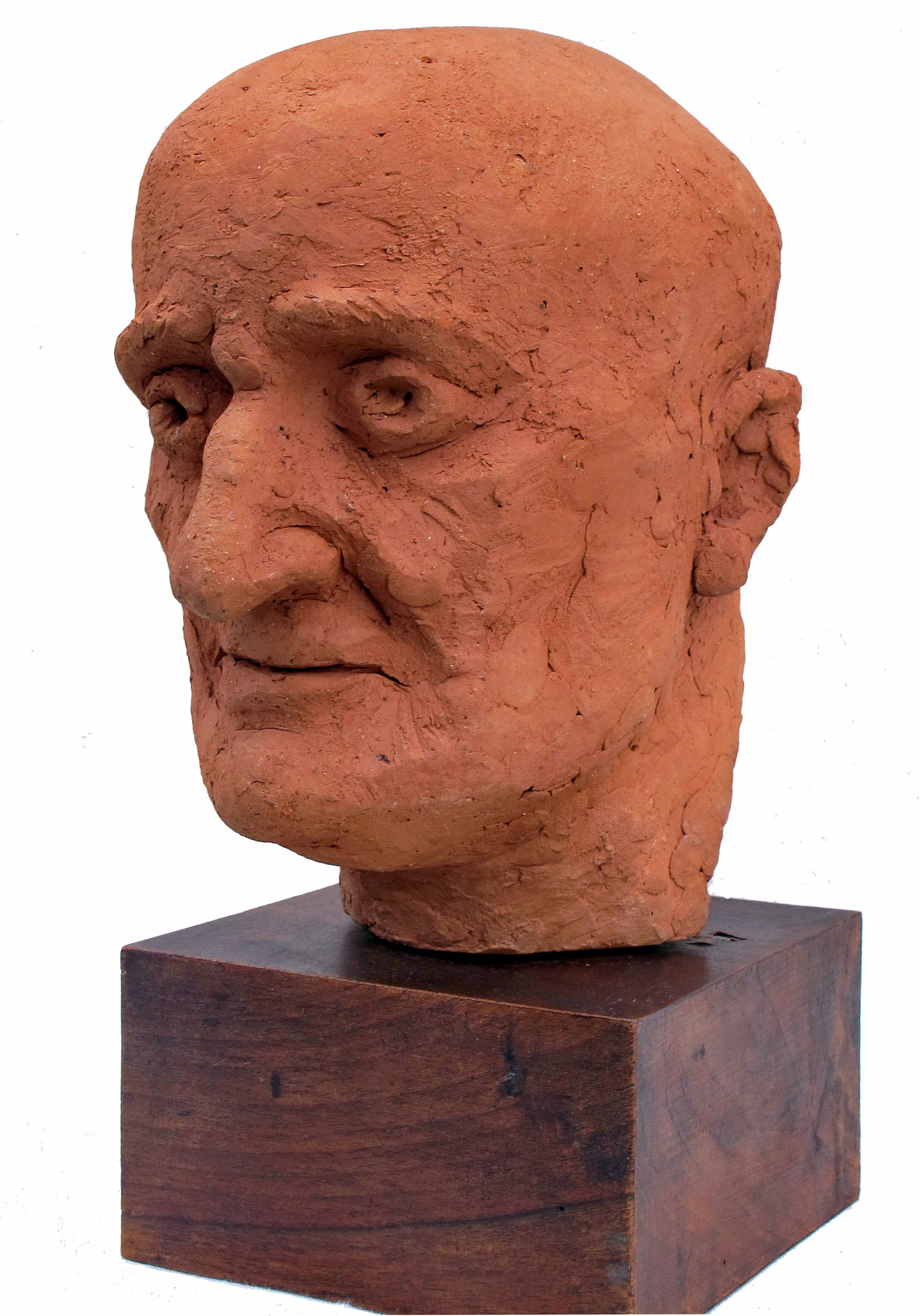
Buste de Camille Soula par Jacques Lipchitz.
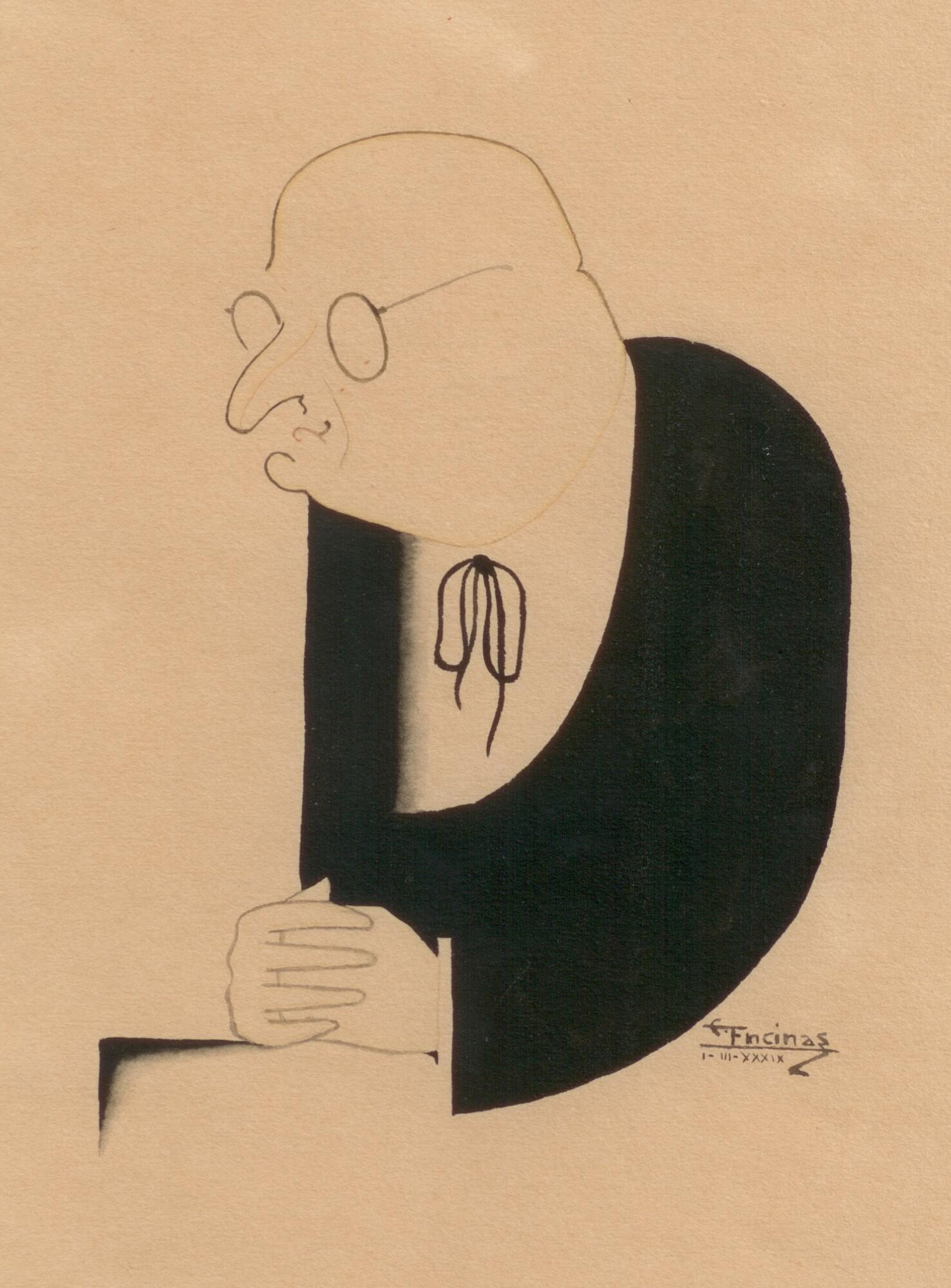
Camille Soula : caricature.